# Kebun Lada (Hinai)
Kebun Lada is een bestuurslaag in het regentschap Langkat van de provincie Noord-Sumatra, Indonesië. Kebun Lada telt 4008 inwoners (volkstelling 2010).